# Joint Fighter JF-17 Thunder

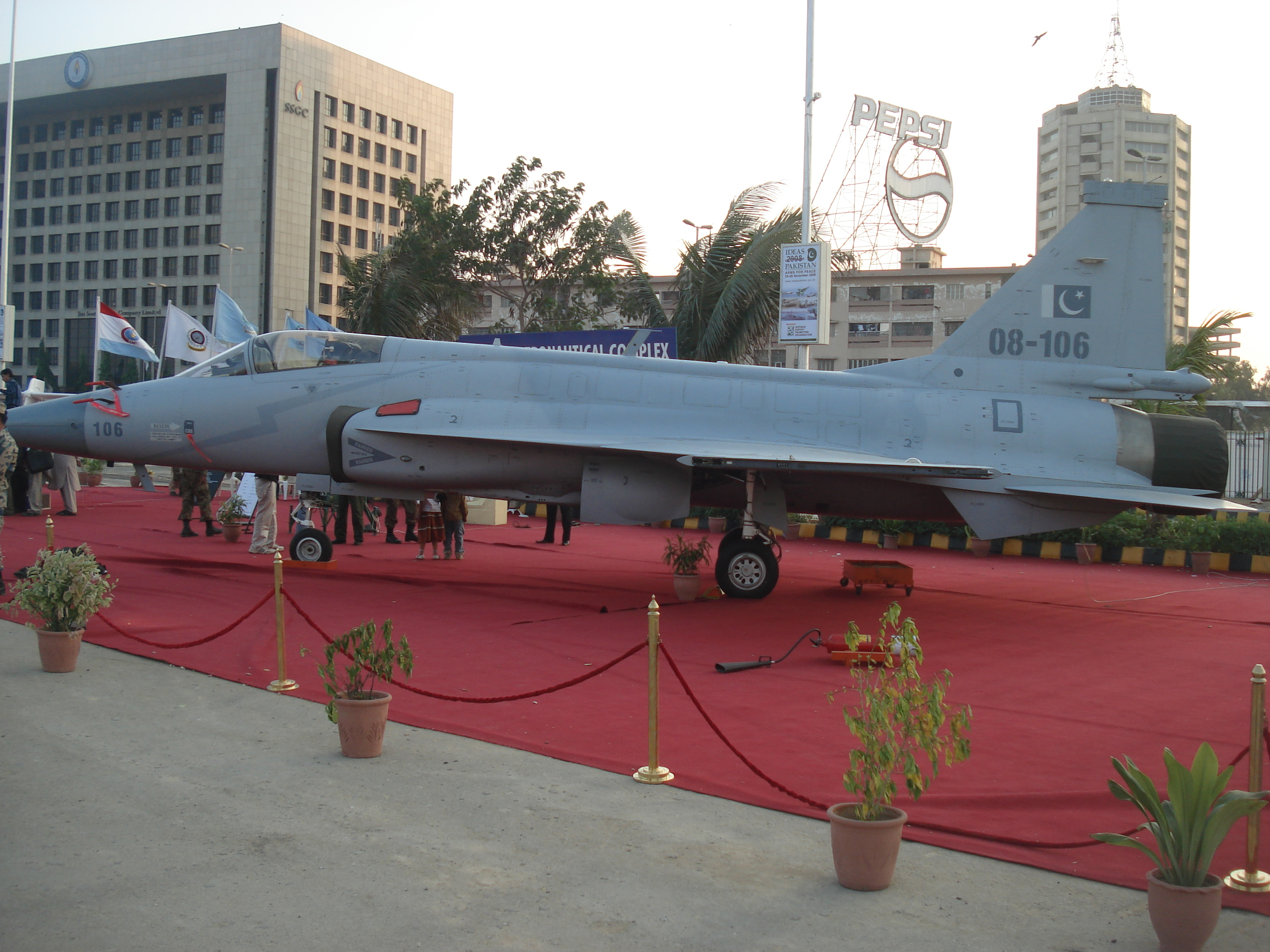
Un JF-17 in esposizione alla IDEAS 2008 di Karachi, Pakistan.

Il Joint Fighter-17 (JF-17) Thunder, conosciuto anche come Fighter China-1 (FC-1) Fierce Dragon, è un aereo da combattimento di quarta generazione
prodotto in Cina e in Pakistan.
Caccia monoposto multiruolo, ognitempo, è stato scelto dal Pakistan per venire incontro in modo combinato alle necessità tattiche e strategiche delle proprie forze aeree.
I primi due esemplari sono stati prodotti in Cina e consegnati all'aviazione militare pakistana il 12 marzo 2007.

## Storia
Nel 1986 la Cina firmò un accordo con l'azienda statunitense Grumman per lo sviluppo di un nuovo modello di aereo da combattimento. Il programma fu cancellato nel 1990 a causa del deterioramento dei rapporti diplomatici tra Cina e Stati Uniti dopo gli scontri di piazza Tiananmen del 1989. L'aeronautica militare cinese continuò comunque a destinare una piccola quantità di finanziamenti al progetto evitandone la dispersione completa.
Dopo che gli Stati Uniti imposero delle sanzioni economiche al Pakistan (1990) anche Islamabad si interessò al progetto.
Il primo prototipo uscì dalle fabbriche il 31 maggio 2003, e compì il suo primo volo il 25 agosto dello stesso anno.
La produzione in serie è cominciata nel giugno 2006. Si ritiene che la produzione sia stata di 10-15 aerei all'anno fino al 2009, la produzione presunta si ritiene in seguito elevata a 25-30 velivoli l'anno.
Nel suo discorso per la festa di indipendenza del Pakistan tenuto il 14 agosto 2006, il presidente Pervez Musharraf ha dichiarato che il JF-17 sarebbe entrato in servizio il 23 marzo 2007. I primi due esemplari sono stati consegnati alle forze aeree pakistane il 12 marzo, mentre i rimanenti dell'ordine complessivo di 8 velivoli saranno consegnati in seguito. La prima apparizione pubblica del JF-17 è stata il 23 marzo 2007, durante una parata militare in cui l'aereo ha eseguito un passaggio in volo.
Pochi giorni dopo il capo di stato maggiore della aeronautica pakistana ha annunciato l'intenzione di modernizzare l'intero parco velivoli nazionale cominciando dalla formazione di 10 o 12 squadroni di JF-17. Ha annunciato inoltre che la produzione di serie del velivolo in Pakistan comincerà nel 2008, con un ritmo di 25-30 velivoli l'anno, confermando l'intenzione di acquistare fino a 250 aerei.
Il primo ministro pakistano Shaukat Aziz, in una recente conferenza stampa svoltasi dopo la sua visita in Cina ha parlato del progetto JF-17 come di un "Esempio unico di amicizia e cooperazione tra i due paesi". Ha anche annunciato l'intenzione di produrre JF-17 per l'esportazione. Sempre nella stessa conferenza stampa ha dichiarato che i JF-17 pakistani hanno già compiuto più di 500 sortite.

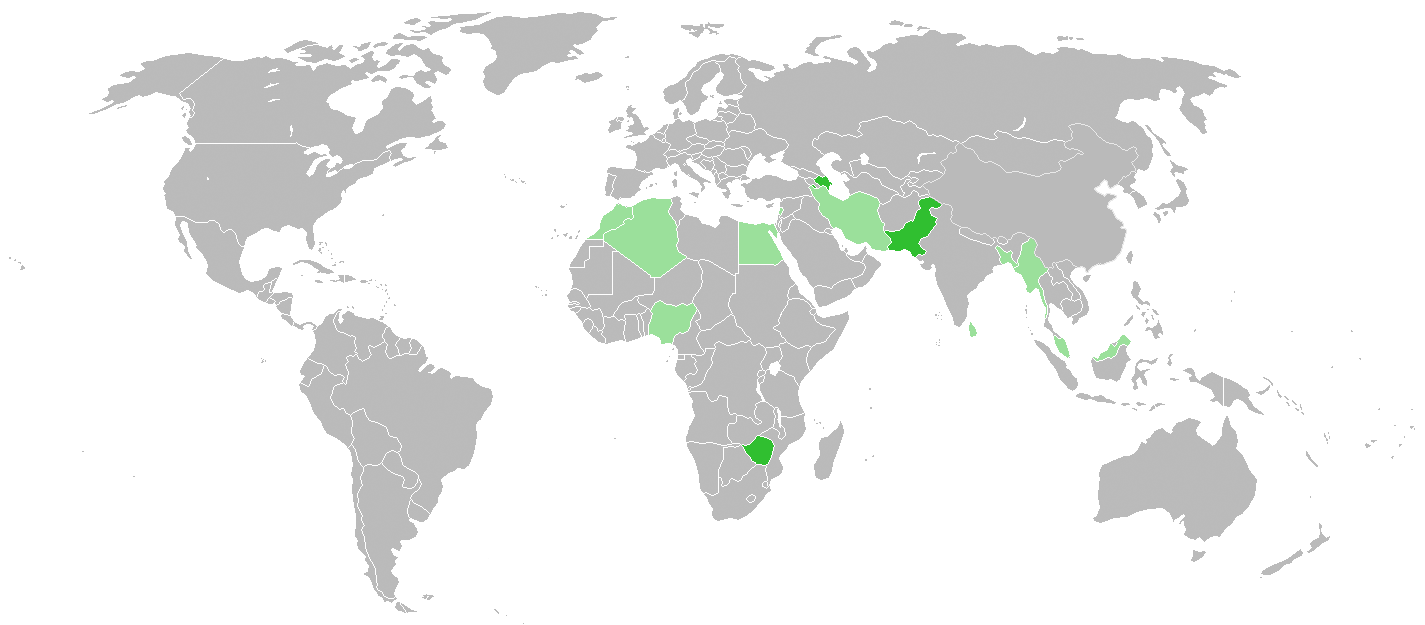
Nazioni che utilizzano il JF-17 Thunder - Le nazioni con il JF-17 attualmente in servizio, in produzione o con ordini confermati sono in verde. I clienti potenziali sono in verde chiaro. (Aggiornamento luglio 2014)

### Sviluppo
Il JF-17 viene costruito dalle industrie aeronautiche cinesi situate nella regione del Chengdu e dalle industrie aeronautiche pakistane. L'attuale FC-1/JF-17 deriva dal progetto super 7. Il 24 aprile 2017 a Chengdu, in Cina, ha volato per la prima volta la versione biposto JF-17B (FC-1B per l'esportazione).
L'intero progetto dovrebbe costare intorno ai 500 milioni di Dollari USA divisi equamente tra i due paesi sviluppatori, mentre il singolo velivolo dovrebbe costare tra i 15 o 20 milioni di dollari. Il progetto è stato portato avanti e completato lungo un periodo di quattro anni. Il Pakistan ha annunciato di essere intenzionato all'acquisto di 150 esemplari, ma che l'ordine potrebbe arrivare a 300. Il nuovo velivolo andrebbe a soppiantare i vecchi Chengdu J-7 derivati dal MiG-21, i Nanchang A-5 e i Dassault Mirage III attualmente in servizio. Altri paesi che hanno mostrato interesse per il JF-17 sono l'Azerbaigian, l'Egitto, la Malaysia, il Bangladesh, la Birmania, lo Zimbabwe, lo Sri Lanka, il Marocco e l'Algeria.

## Descrizione tecnica
La quarta versione del prototipo del JF-17 Thunder ha completato con successo il suo primo volo operativa a Chengdu il 10 marzo 2006. Questo prototipo è configurato come un cacciabombardiere multiruolo ed è in grado di trasportare diverse armi aria-aria e aria-terra. L'aereo è inoltre equipaggiato con elettronica avanzata e sistemi d'arma. Il Pakistan ha ricevuto la prima consegna di 2 esemplari il 23 marzo 2007, mentre il Pakistan Aeronautical Complex a Kamra inizierà la produzione del JF-17 nel 2008. La Cina dovrebbe aver iniziato la produzione ufficiale nel giugno 2007.
Questa versione è stata riprogettata con le prese d'aria Divertless Supersonic Intakes, che secondo la Lockheed Martin aumenterebbero la furtività del velivolo rispetto alle prese d'aria tradizionali, dirottando gli strati più turbolenti del flusso d'aria fuori dalla presa d'aria del propulsore.
Nel sesto airshow a Zhuhai è stata ampiamente pubblicizzata un'unità di addestramento (Unit Training Device) identica ad un precedente modello del JF-17 e il costruttore del velivolo, assieme al costruttore degli armamenti, ha fornito ulteriori dettagli del progetto.

### Avionica
Il quarto prototipo contiene tecnologie avanzate come:

#### Abitacolo
L'Electronic Flight Instrument System è un sistema avanzato di 4º generazione con display compatibili con dispositivi di fabbricazione occidentale come quelli della Rockwell Collins e la Honeywell. Il bus dati utilizzato MIL DTS-1553 può essere prontamente sostituito con il bus dati a fibre ottiche MIL-STD-1773 su richiesta del cliente. Il pannello di controllo è costituito solo da 3 display multifunzione e tutte le informazioni possono essere elaborate e visualizzate su di essi. Le funzioni di ogni display sono interscambiabili e possono essere configurati per essere compatibili con i visori notturni.
L'Head-up display è un sistema sviluppato dal Pakistan Aeronautical Complex ed è progettato allo stato dell'arte. È presente un controllo HOTAS. L'avionica è di tipo intelligente, totalmente digitale ed integrata. Tutto l'equipaggiamento è connesso tramite due bus dati indipendenti e interscambiabili con due computer.

#### Radar

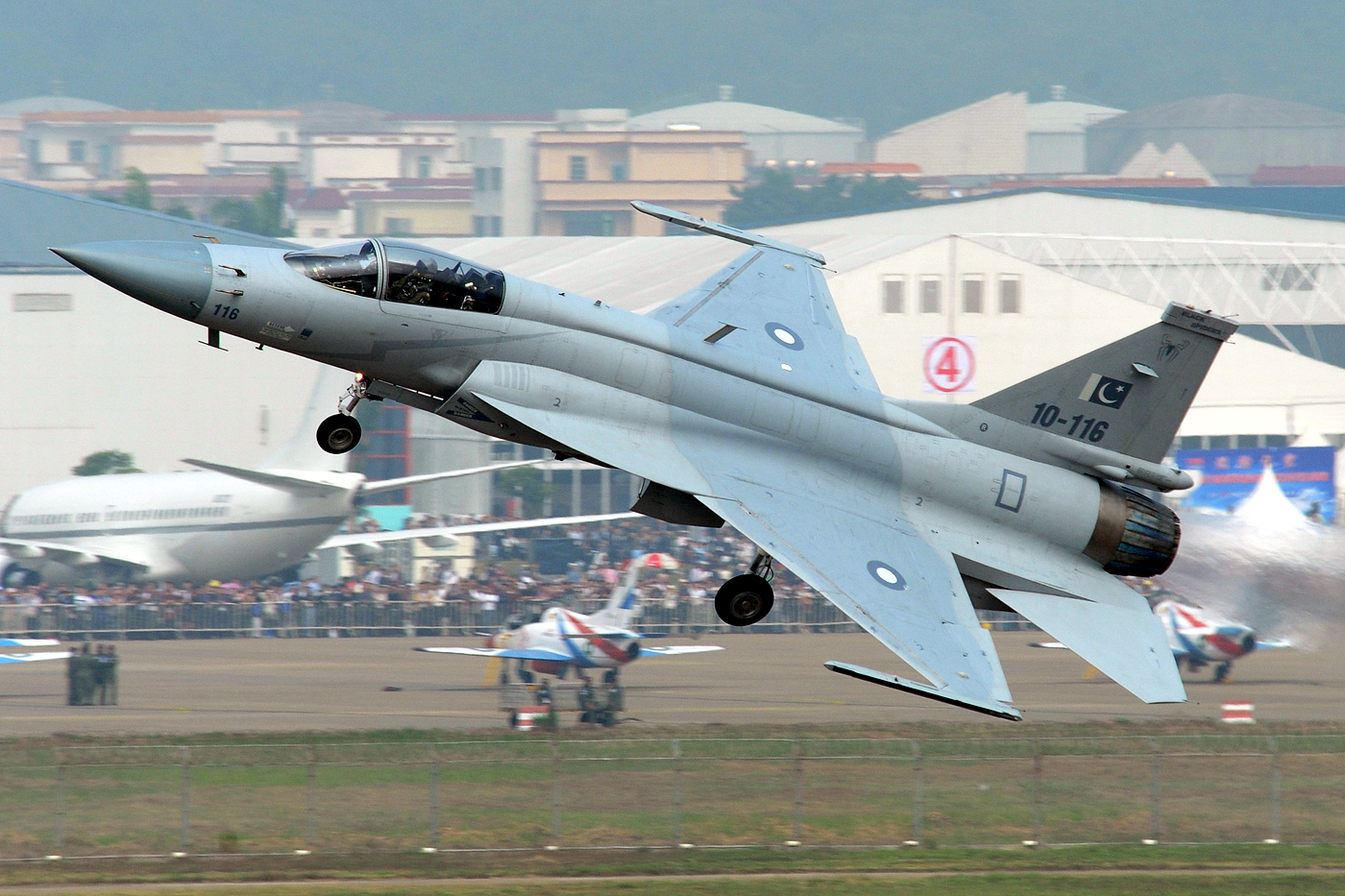
JF-17 Thunder pakistano

Sono stati testati diversi radar sui prototipi e il modello definitivo deve essere ancora determinato. Tra le scelte possibili ci sono:
- radar israeliano Elta EL/M-2032: gli Stati Uniti hanno fatto pressione per evitare la vendita alla Cina. Almeno un esemplare è stato installato sul primo prototipo cinese per i test e la valutazione.
- radar russo Phazotron Super Komar: versione successiva al radar Komar (Gnat) con elettronica nuova che ha permesso di ridurre drasticamente il peso. Ha capacità superiori rispetto ai predecessori ed è in grado di tracciare 10 bersagli contemporaneamente e effettuare l'ingaggio di 4. È riferito tuttavia che il raggio relativamente ridotto di questo radar (60 km per il tracciamento e 40 km per l'ingaggio) ha spinto la Cina e il Pakistan a scartarlo
- radar italiano FIAR Grifo-S7: non possiede la capacità di tracciamento ed ingaggio di bersagli multipli, ma ha un tempo medio fra i guasti superiore a 220 ore. La fabbrica di elettronica a Kamra (nel nord del Pakistan) ha una vasta esperienza nell'assemblaggio e nella produzione della serie di radar Grifo
- radar cinese di marca sconosciuta: avrebbe capacità ECCM e diverse modalità come A2A, aria-terra, aria-mare. Possibilità di identificare più di 40 bersagli, tracciarne contemporaneamente 10 ed effettuare l'ingaggio di 2 tra questi bersagli guidando due missili a guida semiattiva. Il raggio è superiore a 125 km per un oggetto con sezione radar di 3 m2. Possibilità di incorporare un dispositivo IFF, possibilità di aggiornare l'antenna.

#### Helmet Mounted Sight (HMS)

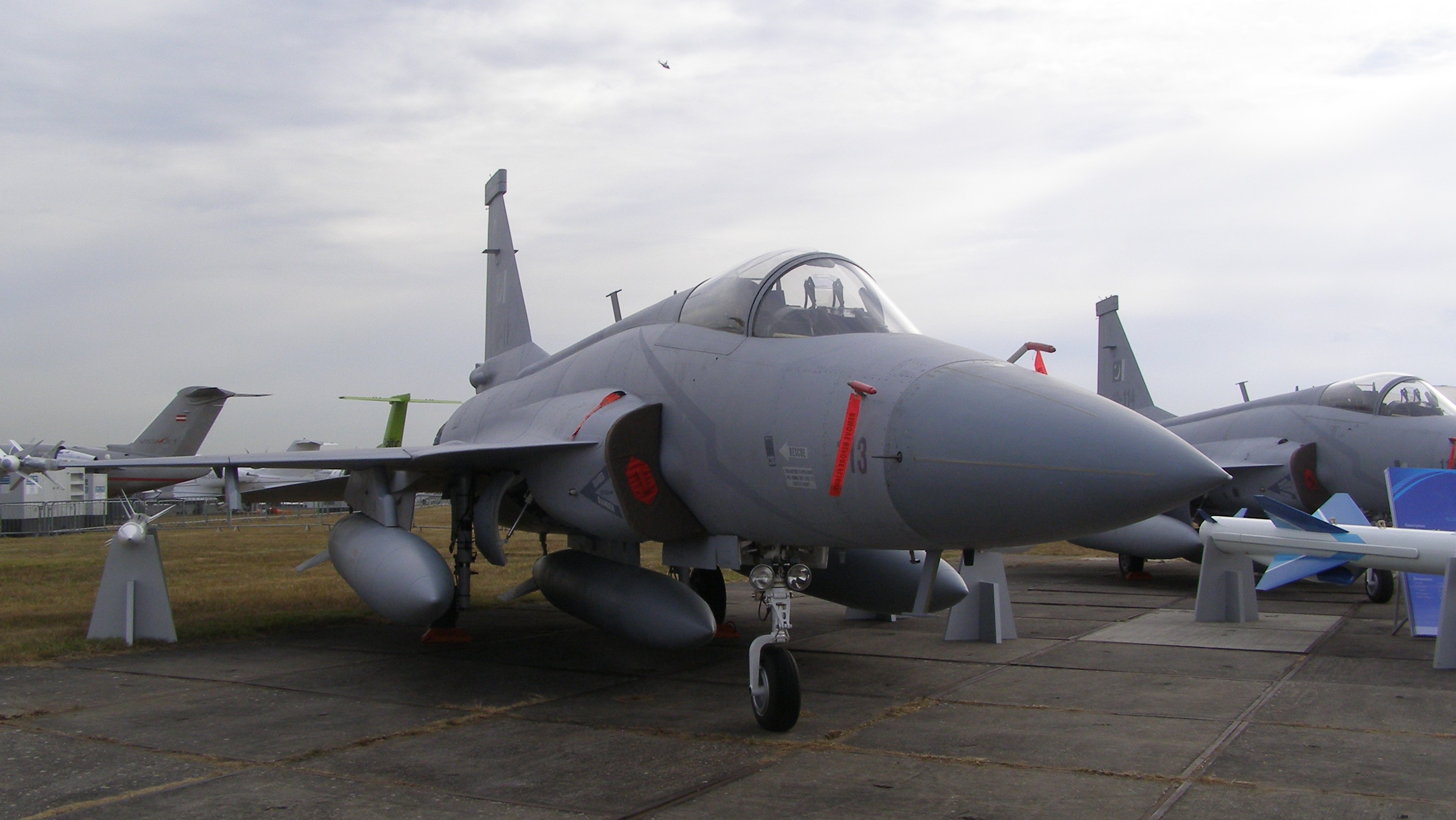
F-17 Thunder

L'JF-17 è compatibile con vari HMS e sarà uguale o superiore al sistema HMS montato sul Chengdu 7 che è apparso per la prima volta nel 2002. Da alcune fonti si è saputo che è migliore degli ultimi HMS di fabbricazione russa presenti sul mercato. L'HMS disponibile per il Chengdu 7 è già superiore al modello russo ASP-AVD-21 Shchel presente a bordo del MiG-29 e della famiglia Flanker in vari campi. In particolare un maggiore campo visivo, una migliore affidabilità, meno esigente nella manutenzione. I tre principali costruttori di sistemi HMS cinesi sono il 613º Institute, la XBOE e il Luoyang Optoelectro Technology Development Center hanno già iniziato a sviluppare versioni migliorate che supportano i visori notturni, con peso ridotto e incremento delle prestazioni.

#### Guerra elettronica
L'aereo JF-17 possiede tutta la strumentazione standard per la guerra elettronica come i radar warning receiver, sistema di allarme per l'avvicinamento di missili, ecc. In particolare il computer di bordo può memorizzare più di 500 segnali radar noti, e il campo visivo per il sistema di allarme missili è a 360º con spettro infrarosso ed ultravioletto. Il raggio di rilevamento è di circa 60 km, tramite due sensori a prua e un sensore di coda che permettono di tracciare e rilevare la posizione di missili in avvicinamento. Completano l'equipaggiamento il pod per il jammer BM/KG300G, il pod per la ricognizione elettronica KZ900 e il pod Forward-looking Infrared Laser Attack Targeting (FILAT).

#### Comunicazioni

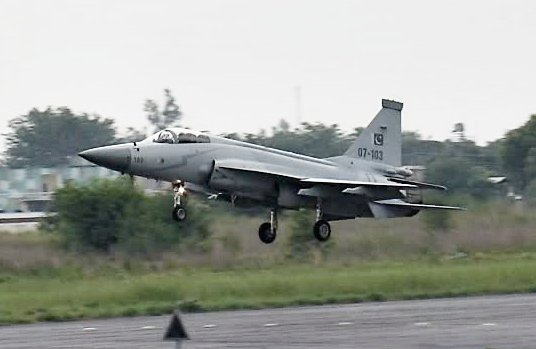
JF-17 Thunder in atterraggio

Sono presenti due radio per le comunicazioni. Uno di essi ha la capacità di connessione dati per lo scambio di informazioni con un centro di controllo a terra o un AWACS/AEW.
La progettazione modulare dell'avionica ha permesso la connessione dati per le armi guidate di precisione aria-terra, eliminando la necessità di trasportare pod esterni che erano comuni nei sistemi statunitensi durante la guerra del Vietnam. Questi pod esterni sono necessari solo per le armi con guida laser, infrarossa o con telecamera perché il velivolo non possiede un sistema optoelettronico incorporato per il controllo armi e bersagli. Il cinese Blue Sky Navigation pod è un tipo di tali pod esterni opto-elettronici per i bersagli.

#### Propulsore
Il propulsore montato è il modello russo RD-93 che permette delle prestazioni particolarmente elevate. Con un peso di 1.055 kg, una lunghezza di 4,25 m e un diametro di 1,04 m produce una spinta di 50 kN, e raggiunge i 81,3 kN con postbruciatore. Il rapporto di bypass è 0,49.

### Pakistan Air Force JF-17
I primi 50 JF-17 pakistani utilizzano solo avionica e sistemi d'arma cinesi. Gli esemplari saranno aggiornati ogni cinque anni, con l'installazione di sensori di ricerca infrarossi IRST, sistemi per il rifornimento in volo e un'eventuale sostituzione del propulsore russo RD-93 con il cinese WS-13.
I successivi esemplari potrebbero essere equipaggiati con avionica e radar di fabbricazione europea. Il Pakistan ha avviato dei negoziati con fornitori inglesi ed italiani per l'avionica e i sistemi ECM/EW. Uno dei modelli di radar tra quelli considerati è infatti l'italiano Grifo S7.
La flotta di JF-17 pakistani dovrebbe aumentare fino a 200-250 unità.

### Armi
Tutti i sistemi d'arma sono stati progettati per essere compatibili sia con i sistemi occidentali (ad esempio supportano il bus dati MIL-STD-1760) sia con i sistemi cinesi e pakistani.

#### Aria-aria
Il JF-17 è un aereo orientato alle esportazioni e può essere personalizzato a seconda delle specifiche del cliente con varie armi cinesi e occidentali, che comprendono anche missili BVR (Beyond Visual Range).
Armi non cinesi
- R-Darter
- A-Darter
- IRIS-T
- AIM-9L/M Sidewinder
- AIM-7F Sparrow
- AIM-120C

Armi cinesi
- PL-9
- SD-10

#### Aria-terra
Oltre a bombe e razzi senza guida, l'aereo può sganciare molte armi di precisione tra cui:
Armi non cinesi:
- DPGM
- Raptor-I bomba di precisione guidata (60 km)
- Raptor-II bomba di precisione guidata (120 km)
- Missili anti nave, come Exocet e Harpoon
- Bombe a guida laser russe della famiglia KAB (queste bombe non possono essere montate direttamente sui piloni ma devono utilizzare dei supporti particolari)

Armi pakistane:
- H-2
- H-4
- Ra'ad missile cruise
- HATF-2

Armi cinesi:
- bombe a guida GPS Feiteng e Leishi
- bomba a guida laser Leiting
- C-101 e FL-7 missili anti nave supersonici
- TL-10 missile anti nave per dimensioni fino a 500 tonnellate
- TL-6 missile anti nave per dimensioni fino a 1000 tonnellate
- C-704 missile anti nave per dimensioni fino a 3000-4000 tonnellate
- C-802 missile anti nave per dimensioni oltre a 4000 tonnellate
- C-701 missile aria-terra

Quando vengono utilizzate armi a guida laser o con telecamera è necessario installare i pod optoelettronici esterni.

## Prototipi
| Nome         | Ruolo                              |
| Prototype-01 | Verifica performance di volo       |
| Prototype-02 | Test a terra e del carico          |
| Prototype-03 | Verifica performance di volo       |
| Prototype-04 | Test avionica ed integrazione armi |
| Prototype-05 | Test di affaticamento              |

## Utilizzatori
Azerbaigian
- Azərbaycan hərbi hava qüvvələri

Il 25 settembre 2024 sarebbero stati consegnati i primi esemplari, di un numero non precisato di JF-17C block III ordinati nel febbraio dello stesso anno. Secondo il WAF 2025 di Flightglobal, sarebbero 12 i JF-17 ordinati, di cui 8 monoposto e 4 biposto.
 Birmania
- Tatmadaw Lei

16 esemplari della versione Block II ordinati a novembre 2016. I primi 4 esemplari risultano in servizio al dicembre 2018. 2 biposto JF-17B consegnati a dicembre 2019.
 Nigeria
- Nigerian Air Force

3 JF-17 ordinati nel 2018. Il primo esemplare consegnato il 21 marzo 2021, l'ultimo il 29 aprile dello stesso anno.
 Pakistan
- Pakistani Fida'iyye

150 aerei ordinati in tre lotti, con il primo lotto, che comprende 50 esemplari del block-1 consegnati tra il 2008 ed il 2013. Nel 2011-2012 Sono stati ordinati due lotti di 50 velivoli del block-II, con consegne iniziate nel 2015. 26 JF-17B ordinati a fine 2017, 12 dei quali consegnati ad inizio 2020, 14 a fine dicembre 2020. 50 JF-17 Block III ordinati, i primi dei quali consegnati a marzo 2023.

## Velivoli comparabili
- General Dynamics F-16 Fighting Falcon
- Saab JAS 39 Gripen

## Cultura di massa
- In ambito videoludico, JF-17 compare tra i velivoli del videogioco Deadly Skies III del simulatore DCS World e su WarThunder. ed anche Metalstorm.